# Rafail Sappidis-Chatzetoglou

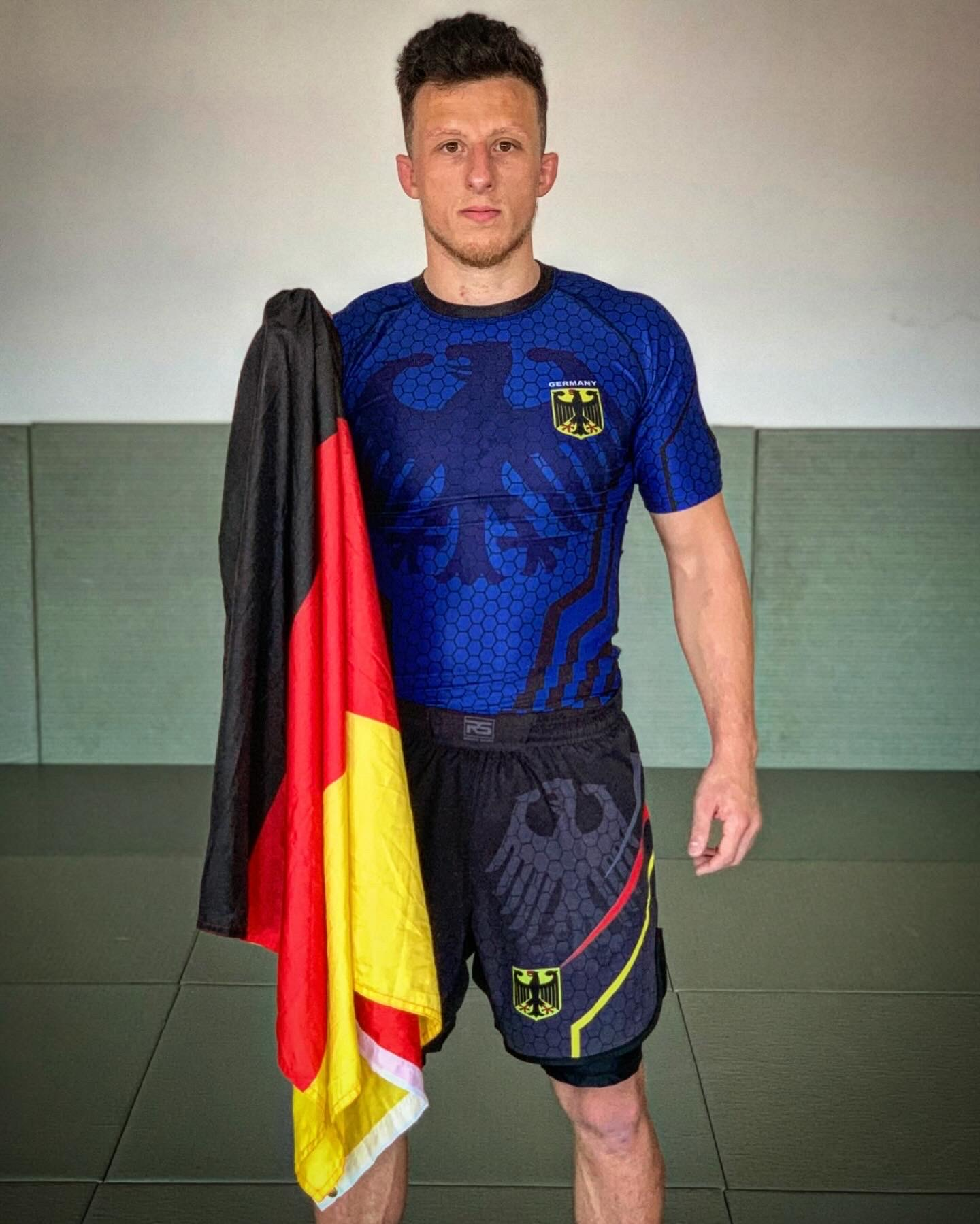
Rafail Sappidis-Chatzetoglou

Rafail Sappidis-Chatzetoglou (* 6. Dezember 1995) ist ein deutscher Kampfsportler des Grapplings, Brazilian Jiu Jitsu und Ringens. Er ist seit 2024 aktives Mitglied der deutschen Grappling-Nationalmannschaft in der Gewichtsklasse -77 kg.

## Grappling
Bei der UWW-Grappling-Europameisterschaft in Baku (AZE) vom 28. bis 29. Mai 2024 kämpfte sich Sappidis-Chatzetoglou in die Top 10 in der Kategorie Grappling.
Bei der NAGA Germany 2023 gewann Sappidis-Chatzetoglou Bronze im No Gi in der Gewichtsklasse Light Weight in der Schwarzgurt-Klasse. Anschließend gewann Sappidis-Chatzetoglou gleich zweimal Gold bei der Veranstaltung für die Offene Süddeutsche Meisterschaft in dem Turnierformat mit der Kooperation des DRB (Deutscher Ringerbund) in der Gewichtsklasse -77 kg Men No GI / GI und qualifizierte sich damit für das Jahr 2024 für die EM und WM-Wettkämpfe.

## Brazilian Jiu Jitsu
Sappidis-Chatzetoglou trägt den Braungurt im Brazilian Jiu Jitsu.

## MMA Mixed Martial Arts
Sappidis Chatzetoglou hat einen MMA-Rekord von 4 Siegen, 1 Niederlage und einem No Contest.

## Ringen
Seit 2023 tritt Sappidis-Chatzetoglou für den KSK Furtwangen in der Oberliga an.